# Akita Northern Happinets
El Akita Northern Happinets es un equipo de baloncesto de Japón, cuya sede se encuentra en la ciudad de Akita. El equipo pertenece a la Conferencia Este de la B.League. Disputa sus partidos en el CNA Arena Akita, con capacidad para 5000 espectadores.

## Jugadores destacados
- Amida Brimah
- Dwight Coleby
- Toarlyn Fitzpatrick
- Will Graves
- Sek Henry
- Kerem Kanter
- Justin Keenan
- Anthony Kent
- Stanton Kidd
- Deshawn Stephens
- Brandon Wallace
- Steve Zack

## Entrenadores
- Josep Clarós (2017-2019)

## Palmarés

### Liga
- Bj league

Subcampeones (2): 2014, 2015

Terceros (1): 2016